# Bodatjärnen (Västra Fågelviks socken, Värmland)
Bodatjärnen är en sjö i Årjängs kommun i Värmland och ingår i Göta älvs huvudavrinningsområde.